# وانغ تشاو (لاعب كرة قاعدة)
وانغ تشاو (بالصينية: 王超) هو لاعب كرة قاعدة صيني، ولد في 23 مارس 1983 في بكين في الصين.

## وصلات خارجية
- وانغ تشاو على موقعبيزبول رفرنس.كوم (الدوري الثانوي) (الإنجليزية)
- وانغ تشاو على موقع أوليمبيديا (الإنجليزية)
- وانغ تشاو على موقع اللجنة الأولمبية الصينية (الإنجليزية)